# Терминалии
Термина́лии (лат. Terminalia) — древнеримский праздник, отмечавшийся 23 февраля — в последний день старого римского года — в честь Терминов, божеств границ и межевых знаков, разделявших земельные участки (terminus в переводе с лат. — «пограничный камень», «столб», «межевой знак»).

## Культ Терминов
Учреждение культа Терми́нов — божеств границ, под покровительством которых находились пограничные камни и столбы — приписывают 2-му царю Древнего Рима Нуме Помпилию, правившему с конца VIII по начало VII в. до н. э. Оно связывалось с представлением о святости и нерушимости частного владения: человека, который с целью захвата чужой земли смел сдвинуть межевой камень, предавали проклятию, и впоследствии подвергали ответственности сродни уголовной.
Помимо большого числа Терминов, существовал также культ одного Термина. Камень, изображавший его, был размещён в Капитолийском храме и символизировал нерушимость границ Рима, а также их постоянное расширение.

## Празднование
В праздник Терминалий соседи сообща совершали над межевыми знаками обряды почитания и жертвоприношения своих Терминов: в сделанную около камня яму выливали мёд, вино, молоко, сыпали зерно, клали пироги, закалывали овцу или свинью, после чего устраивали пиры, пели песни, посвященные Термину. В целом праздник носил весёлый и мирный характер. Жертвы приносили также при межевании земли и установке знаков, освящая тем самым границы владений.